# Lekkoatletyka na Letnich Igrzyskach Olimpijskich 1960 – bieg na 800 m mężczyzn
Bieg na 800 metrów mężczyzn podczas XVII Letnich Igrzysk Olimpijskich w Rzymie rozegrano 31 sierpnia (eliminacje i ćwierćfinały) oraz 1 (półfinały) i 2 września 1960 (finał) na Stadio Olimpico. Zwycięzcą został reprezentant Nowej Zelandii Peter Snell, który w finale ustanowił rekord olimpijski z czasem 1:46,3.

## Rekordy

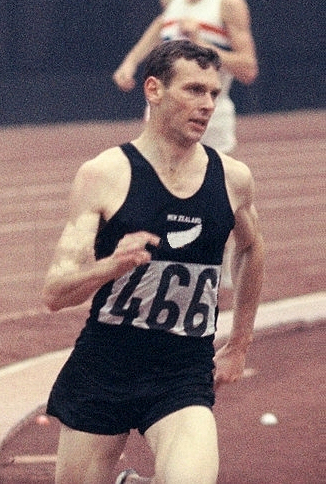
Peter Snell

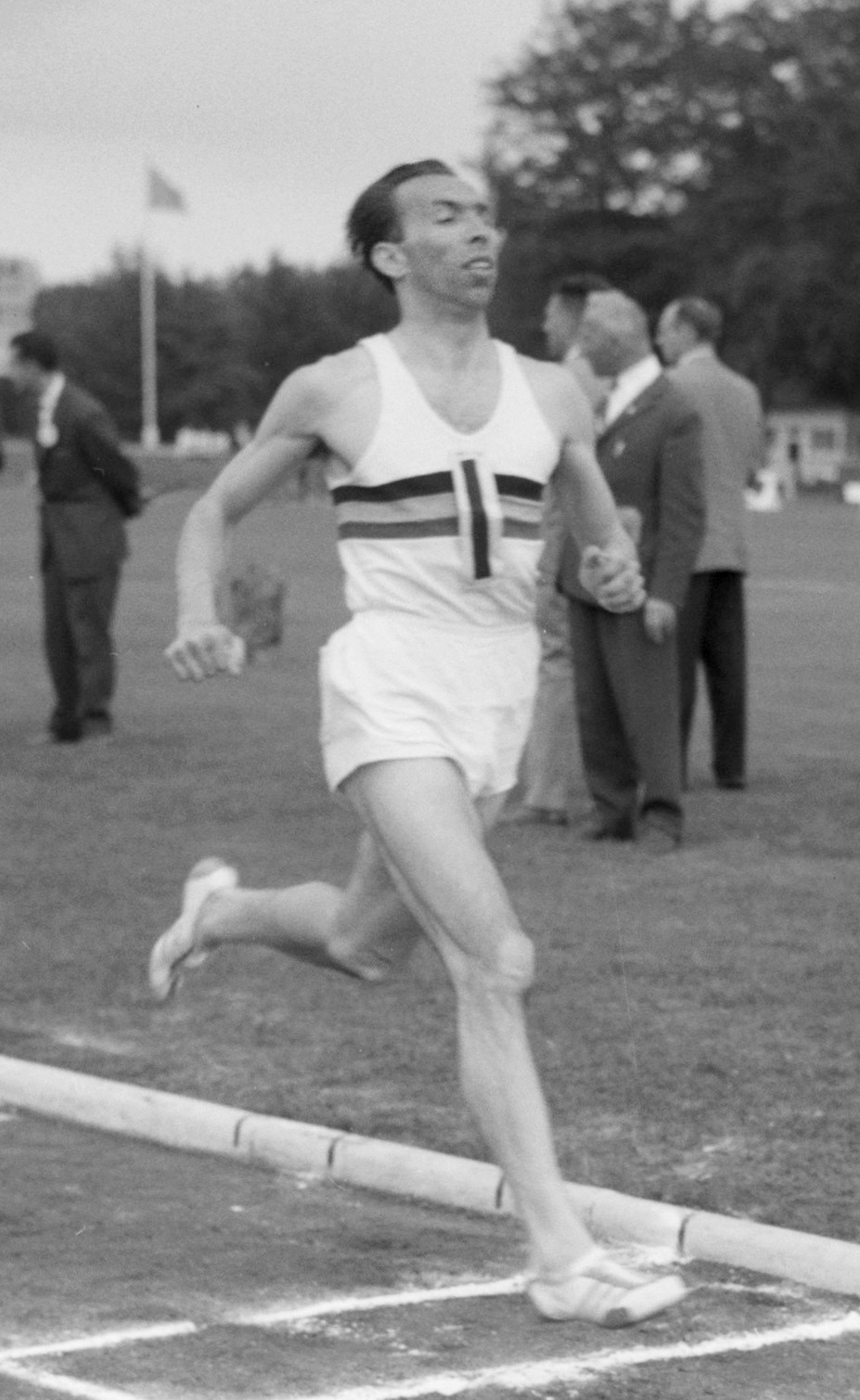
Roger Moens

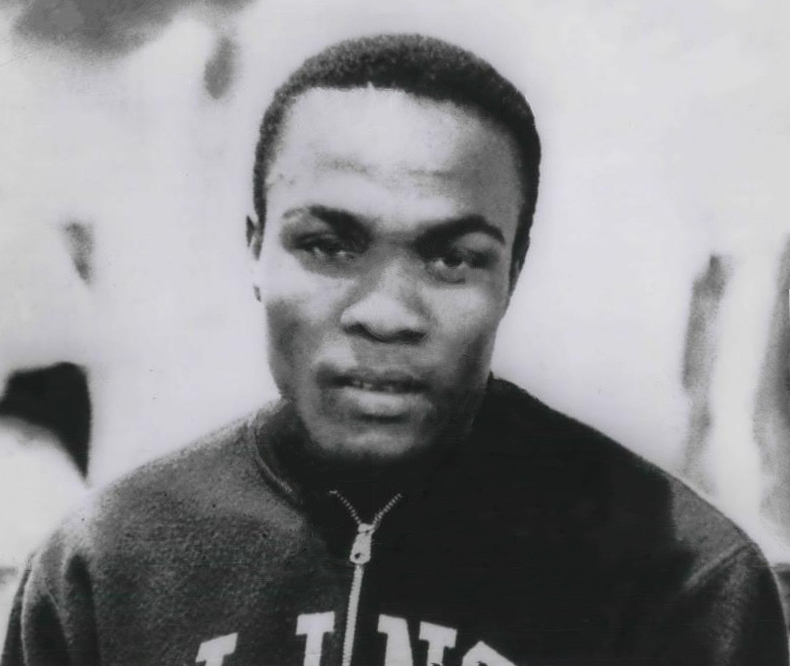
George Kerr

|                   | Zawodnik     | Narodowość        | Czas   | Data                   | Miejsce   |
| ----------------- | ------------ | ----------------- | ------ | ---------------------- | --------- |
| Rekord świata     | Roger Moens  | Belgia            | 1:45,7 | 3 sierpnia 1955(dts)   | Oslo      |
| Rekord olimpijski | Tom Courtney | Stany Zjednoczone | 1:47,7 | 26 listopada 1956(dts) | Melbourne |

## Wyniki
| Poz. - pozycja |
| – rekord świata \| – rekord krajowy \| – rekord życiowy \| = – wyrównany rekord życiowy \| · – najlepszy wynik w sezonie \| = – wyrównany najlepszy wynik w sezonie \| – rekord olimpijski |
| Fn – falstart \| DNF – nie ukończył \| DNS – nie wystartował \| DSQ – zdyskwalifikowany |

### Eliminacje
Rozegrano dziewięć biegów eliminacyjnych. Do ćwierćfinałów awansowało po trzech najlepszych zawodników z każdego biegu (Q).

#### Bieg 1
| Poz. | Zawodnik           | Narodowość      | Rezultat | Uwagi |
| ---- | ------------------ | --------------- | -------- | ----- |
| 1    | Donal Smith        | Nowa Zelandia   | 1:51,7   | Q     |
| 2    | Walerij Bułyszew   | ZSRR            | 1:51,7   | Q     |
| 3    | Zbigniew Makomaski | Polska          | 1:52,5   | Q     |
| 4    | Brian Hewson       | Wielka Brytania | 1:54,6   |       |
| 5    | Yair Pantilat      | Izrael          | 1:54,7   |       |
| 6    | George Johnson     | Liberia         | 1:55,9   |       |

#### Bieg 2
| Poz. | Zawodnik           | Narodowość        | Rezultat | Uwagi |
| ---- | ------------------ | ----------------- | -------- | ----- |
| 1    | Tom Farrell        | Wielka Brytania   | 1:48,9   | Q     |
| 2    | Jerry Siebert      | Stany Zjednoczone | 1:48,9   | Q     |
| 3    | Jos Lambrechts     | Belgia            | 1:49,1   | Q     |
| 4    | Pierre-Yvon Lenoir | Francja           | 1:49,3   |       |
| 5    | Jaromír Šlégr      | Czechosłowacja    | 1:50,1   |       |
| 6    | Moussa Said        | Etiopia           | 1:50,3   |       |

#### Bieg 3
| Poz. | Zawodnik              | Narodowość        | Rezultat | Uwagi |
| ---- | --------------------- | ----------------- | -------- | ----- |
| 1    | Peter Snell           | Nowa Zelandia     | 1:48,1   | Q,    |
| 2    | Christian Wägli       | Szwajcaria        | 1:48,8   | Q     |
| 3    | Ernie Cunliffe        | Stany Zjednoczone | 1:48,8   | Q     |
| 4    | István Rózsavölgyi    | Węgry             | 1:49,4   |       |
| –    | Josué Delgado         | Portoryko         | DNS      |       |
| –    | Abdul Ghafar Ghafoori | Afganistan        | DNS      |       |

#### Bieg 4
| Poz. | Zawodnik                | Narodowość | Rezultat | Uwagi |
| ---- | ----------------------- | ---------- | -------- | ----- |
| 1    | Tony Blue               | Australia  | 1:50,7   | Q     |
| 2    | Ergas Leps              | Kanada     | 1:50,8   | Q     |
| 3    | Manfred Matuschewski    | Niemcy     | 1:51,0   | Q     |
| 4    | Wasilij Sawinkow        | ZSRR       | 1:51,4   |       |
| 5    | Konstandinos Moragiemos | Grecja     | 1:54,3   |       |
| 6    | Ahmed Lazreg            | Maroko     | 1:55,7   |       |

#### Bieg 5
| Poz. | Zawodnik           | Narodowość      | Rezultat | Uwagi |
| ---- | ------------------ | --------------- | -------- | ----- |
| 1    | Abram Kriwosziejew | ZSRR            | 1:53,4   | Q     |
| 2    | Jörg Balke         | Niemcy          | 1:53,6   | Q     |
| 3    | John Wenk          | Wielka Brytania | 1:54,1   | Q     |
| 4    | Norbert Haupert    | Luksemburg      | 1:54,75  |       |
| 5    | Frederick Owusu    | Ghana           | 1:55,2   |       |
| 6    | Egon Oehri         | Liechtenstein   | 2:00,3   |       |

#### Bieg 6
| Poz. | Zawodnik           | Narodowość | Rezultat | Uwagi |
| ---- | ------------------ | ---------- | -------- | ----- |
| 1    | Roger Moens        | Belgia     | 1:50,6   | Q     |
| 2    | Per Knuts          | Szwecja    | 1:51,2   | Q     |
| 3    | Lajos Kovács       | Węgry      | 1:51,3   | Q     |
| 4    | Stefan Lewandowski | Polska     | 1:51,6   |       |
| 5    | Svavar Markússon   | Islandia   | 1:52,7   |       |
| 6    | Abdeslem Dargouth  | Tunezja    | 1:54,7   |       |

#### Bieg 7
| Poz. | Zawodnik        | Narodowość                 | Rezultat | Uwagi |
| ---- | --------------- | -------------------------- | -------- | ----- |
| 1    | George Kerr     | Federacja Indii Zachodnich | 1:50,9   | Q     |
| 2    | Terry Sullivan  | Federacja Rodezji i Niasy  | 1:51,1   | Q     |
| 3    | Péter Parsch    | Węgry                      | 1:51,2   | Q     |
| 4    | Borut Ingolič   | Jugosławia                 | 1:51,4   |       |
| 5    | Pertti Ålander  | Finlandia                  | 1:52,0   |       |
| 6    | Zbigniew Orywał | Polska                     | 1:55,8   |       |
| –    | A. Nur Farah    | Somalia                    | DNS      |       |

#### Bieg 8
| Poz. | Zawodnik            | Narodowość | Rezultat | Uwagi |
| ---- | ------------------- | ---------- | -------- | ----- |
| 1    | Paul Schmidt        | Niemcy     | 1:50,8   | Q     |
| 2    | Rudolf Klaban       | Austria    | 1:50,8   | Q     |
| 3    | Ron Delany          | Irlandia   | 1:51,0   | Q     |
| 4    | Joe Mullins         | Kanada     | 1:51,3   |       |
| 5    | Gianfranco Baraldi  | Włochy     | 1:52,0   |       |
| 6    | Julio Gómez         | Hiszpania  | 1:53,7   |       |
| 7    | Somsak Thonf Ar-Ram | Tajlandia  | 1:57,1   |       |

#### Bieg 9
| Poz. | Zawodnik     | Narodowość         | Rezultat | Uwagi |
| ---- | ------------ | ------------------ | -------- | ----- |
| 1    | Tom Murphy   | Stany Zjednoczone  | 1:52,1   | Q     |
| 2    | Ralph Gomes  | Gujana Brytyjska   | 1:52,9   | Q     |
| 3    | Ekrem Koçak  | Turcja             | 1:59,0   | Q     |
| 4    | Sig Ohlemann | Kanada             | 2:07,4   |       |
| –    | Julian Brown | Bahamy             | DNS      |       |
| –    | Wim Esajas   | Gujana Holenderska | DNS      |       |

### Ćwierćfinały
Rozegrano cztery biegi ćwierćfinałowe. Do półfinałów awansowało po trzech najlepszych zawodników z każdego biegu (Q).

#### Bieg 1
| Poz. | Zawodnik             | Narodowość                | Rezultat | Uwagi |
| ---- | -------------------- | ------------------------- | -------- | ----- |
| 1    | Tom Murphy           | Stany Zjednoczone         | 1:48,0   | Q     |
| 2    | Christian Wägli      | Szwajcaria                | 1:48,0   | Q     |
| 3    | Manfred Matuschewski | Niemcy                    | 1:48,1   | Q     |
| 4    | Donal Smith          | Nowa Zelandia             | 1:48,4   |       |
| 5    | Terry Sullivan       | Federacja Rodezji i Niasy | 1:49.9   |       |
| –    | Jos Lambrechts       | Belgia                    | DNS      |       |
| –    | Péter Parsch         | Węgry                     | DNS      |       |

#### Bieg 2
| Poz. | Zawodnik           | Narodowość        | Rezultat | Uwagi |
| ---- | ------------------ | ----------------- | -------- | ----- |
| 1    | Paul Schmidt       | Niemcy            | 1:51,2   | Q     |
| 2    | Abram Kriwosziejew | ZSRR              | 1:51,2   | Q     |
| 3    | Jerry Siebert      | Stany Zjednoczone | 1:51,3   | Q     |
| 4    | Zbigniew Makomaski | Polska            | 1:51,6   |       |
| 5    | Ralph Gomes        | Gujana Brytyjska  | 1:52,3   |       |
| 6    | Lajos Kovács       | Węgry             | 1:52,4   |       |
| 7    | Per Knuts          | Szwecja           | 1:52,8   |       |

#### Bieg 3
| Poz. | Zawodnik         | Narodowość                 | Rezultat | Uwagi |
| ---- | ---------------- | -------------------------- | -------- | ----- |
| 1    | George Kerr      | Federacja Indii Zachodnich | 1:49,4   | Q     |
| 2    | Ernie Cunliffe   | Stany Zjednoczone          | 1:49,4   | Q     |
| 3    | Tony Blue        | Australia                  | 1:49,9   | Q     |
| 4    | John Wenk        | Wielka Brytania            | 1:50,0   |       |
| 5    | Walerij Bułyszew | ZSRR                       | 1:50,6   |       |
| 6    | Ron Delany       | Irlandia                   | 1:51,1   |       |

#### Bieg 4
| Poz. | Zawodnik      | Narodowość      | Rezultat | Uwagi |
| ---- | ------------- | --------------- | -------- | ----- |
| 1    | Roger Moens   | Belgia          | 1:48,5   | Q     |
| 2    | Peter Snell   | Nowa Zelandia   | 1:48,6   | Q     |
| 3    | Jörg Balke    | Niemcy          | 1:48,8   | Q     |
| 4    | Rudolf Klaban | Austria         | 1:50,2   |       |
| 5    | Tom Farrell   | Wielka Brytania | 1:50,7   |       |
| 6    | Ergas Leps    | Kanada          | 1:52,0   |       |
| 7    | Ekrem Koçak   | Turcja          | 1:52,5   |       |

### Półfinały
Rozegrano dwa biegi półfinałowe. Do finału awansowało po trzech najlepszych zawodników z każdego biegu (Q).

#### Bieg 1
| Poz. | Zawodnik             | Narodowość                 | Rezultat | Uwagi |
| ---- | -------------------- | -------------------------- | -------- | ----- |
| 1    | George Kerr          | Federacja Indii Zachodnich | 1:47,1   | Q,    |
| 2    | Christian Wägli      | Szwajcaria                 | 1:47,3   | Q,    |
| 3    | Manfred Matuschewski | Niemcy                     | 1:47,4   | Q     |
| 4    | Jörg Balke           | Niemcy                     | 1:47,5   |       |
| 5    | Tony Blue            | Australia                  | 1:47,8   |       |
| 6    | Tom Murphy           | Stany Zjednoczone          | 1:48,2   |       |

#### Bieg 2
| Poz. | Zawodnik           | Narodowość        | Rezultat | Uwagi |
| ---- | ------------------ | ----------------- | -------- | ----- |
| 1    | Peter Snell        | Nowa Zelandia     | 1:47,2   | Q,    |
| 2    | Roger Moens        | Belgia            | 1:47,4   | Q     |
| 3    | Paul Schmidt       | Niemcy            | 1:47,8   | Q     |
| 4    | Jerry Siebert      | Stany Zjednoczone | 1:48,0   |       |
| 5    | Abram Kriwosziejew | ZSRR              | 1:48,1   | [ 3 ] |
| 6    | Ernie Cunliffe     | Stany Zjednoczone | 1:50,8   |       |

### Finał
| Poz. | Zawodnik             | Narodowość                 | Rezultat | Uwagi       |
| ---- | -------------------- | -------------------------- | -------- | ----------- |
| 1    | Peter Snell          | Nowa Zelandia              | 1:46,3   | [ 1 ] [ 3 ] |
| 2    | Roger Moens          | Belgia                     | 1:46,5   |             |
| 3    | George Kerr          | Federacja Indii Zachodnich | 1:47,1   |             |
| 4    | Paul Schmidt         | Niemcy                     | 1:47,6   |             |
| 5    | Christian Wägli      | Szwajcaria                 | 1:48,1   |             |
| 6    | Manfred Matuschewski | Niemcy                     | 1:52,0   |             |